# Гундакар фон Лихтенщайн
Гундакар фон Лихтенщайн (на немски: Gundaker von Liechtenstein; * 30 януари 1580, дворец Леднице, Чехия; † 5 август 1658, дворец Вилферсдорф, Долна Австрия) е от 1623 г. княз на Лихтенщайн и е на служба при Хабсбургите.

## Живот
Той е благородник от Моравия, най-малкият син на Хартман II фон Лихтенщайн (1544 – 1585) и съпругата му Анна Мария фон Ортенбург (1547 – 1601), внучка на имперския граф Улрих II фон Ортенбург. Братята му са Карл и Максимилиан.
Гундакар получава добро образование. Той основава така наречената Гундакерска линия на род Лихтенщайн.
През 1606 г. братята сключват фамилен договор, в който се предвижда първородният от най-старата линия да бъде шеф на рода.
В началото на 17 век той и братята му стават католици. Това му помага да служи от 1599 г. в двора на Матиас, Фердинанд II и Фердинанд III. Изпращан е на дипломатически мисии. Той придружава ерцхерцог Матиас в походите в Унгария и присъства при обсадата на Офен и през ж1608 г. в похода му в Бохемия против Рудолф II.
През 1606 г. Гундакар става съветник в дворцовата камера и неин ръководител през 1608/1613 г. Той също е съветник в Долно-австрийската камера. Той е хауптман в Горна Австрия, маршал в Долна Австрия, главен дворцов майстер на съпругата на император Матиас Анна Тиролска.
През 1623 г. Гундакар е издигнат на наследствен имперски княз. Той живее повече в замък Вилферсдорф и го престроява на воден дворец.

## Фамилия
Първи брак: на 15 август 1603 г. с графиня Агнес от Източна Фризия (* 1 януари 1584; † 28 февруари 1616), дъщеря на граф Ено III от Източна Фризия и Валбурга фон Ритберг. Те имат децата:
- Юлиана (1605 – 1658) ∞ 1636 граф Николаус Фугер фон Оберндорф/Нордендорф (1596 – 1676)
- Елизабет (1606 – 1630)
- Максимилиана Констанца (* 3 януари 1608; † 1642) ∞ 1630 граф Матиас фон Турн и Фалзасина
- Цезар (1609 – 1610)
- Йохана (1611 – 1611)
- Хартман фон Лихтенщайн, 2. княз фон Лихтенщайн (* 9 февруари 1613; † 11 февруари 1686) ∞ 27 октомври 1640 г. за Сидония Елизабет фон Залм-Райфершайт (* 6 септември 1623; † 23 септември 1688)

Втори брак: през 1618 г. с Елизабет Лукреция фон Тешен (* 1 юни 1599; † 19 май 1653) от род Пясти той има децата:
- Мария Анна (* 13 август 1621; † 1655) ∞ 1652 Вилхелм Хайнрих Шлик, граф фон Пасаун и Вайскирхен († 1652)
- Фердинанд Йохан (1622 – 1666) ∞ графиня Доротея Анна фон Лодрон (1619 – 1666), вдовица на Матиас Галас (1588 – 1647)
- Алберт (1625 – 1627)
- Анна (1625 – 1654)